# ال فرسنو
ال فرسنو دهستانی در استان آبیلای اسپانیا است.
در این دهستان ۵۰۷ نفر زندگی می‌کنند. مساحت این دهستان ۱۲٫۵۷ کیلومتر مربع است.